# Marek Pazdur
Marek Pazdur (ur. 12 lipca 1960 w Grodkowie) – polski piłkarz ręczny, mistrz i reprezentant Polski.

## Kariera sportowa
Jest wychowankiem UKS Olimp Grodków, występował też w Piotrcovii, Anilanie Łódź i Stali Mielec. Największe sukcesy odnosił z Anilaną, zdobywając mistrzostwo Polski w 1983, wicemistrzostwo Polski w 1984 i 1985, brązowy medal mistrzostw Polski w 1982.
W latach 1981-1984 wystąpił 55 razy w reprezentacji Polski seniorów, zdobywając 66 bramek, a jego największym sukcesem był brązowy medal na zawodach Przyjaźń-84.